# すすきみみずく
すすきみみずくは東京都豊島区の郷土玩具で、ススキの穂を束ねて作られたみみずくの人形。
鬼子母神のお告げによって作られるようになったとされており、雑司が谷鬼子母神の参詣みやげとして販売されている。

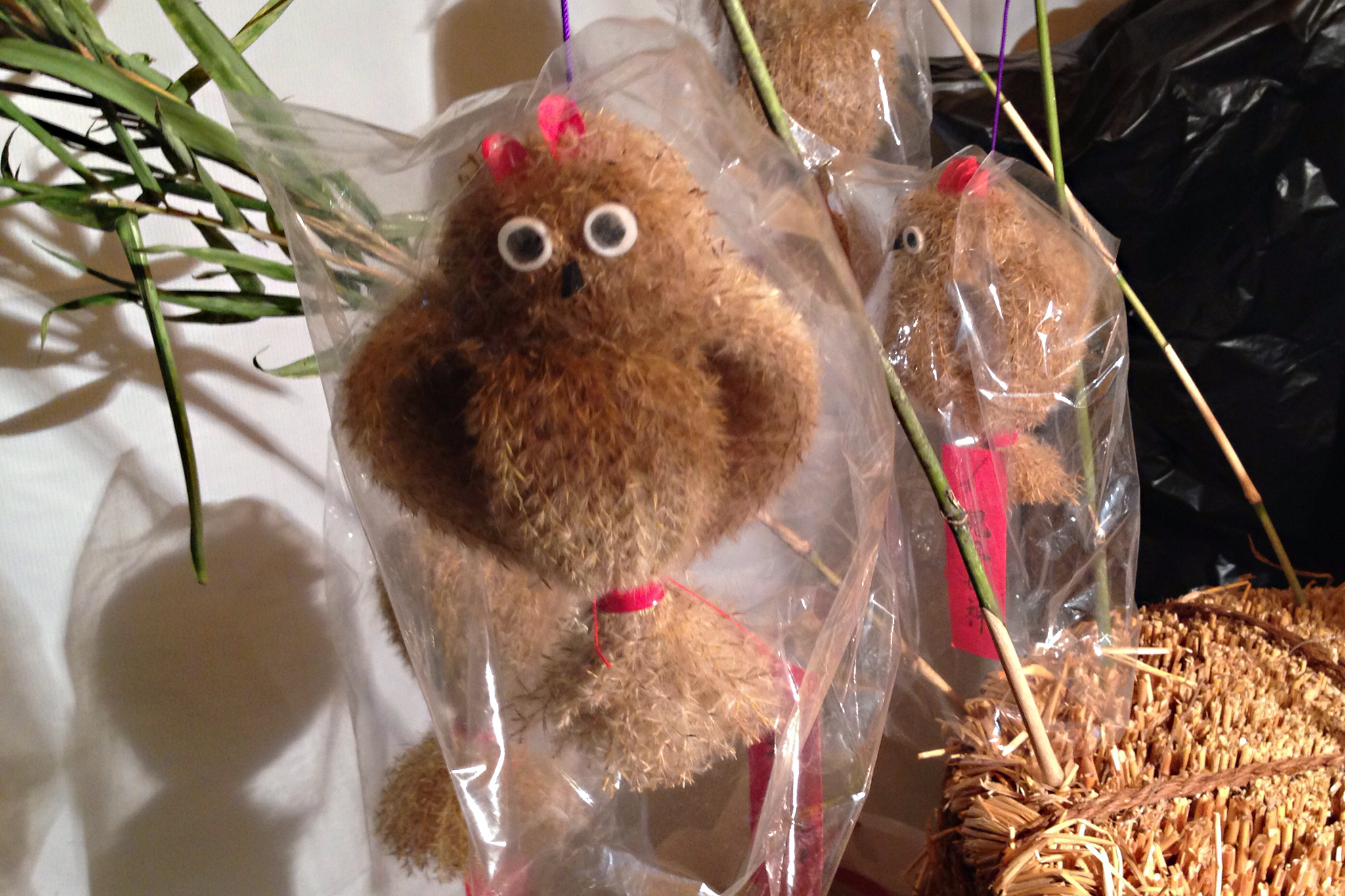
雑司が谷鬼子母神で売られているすすきみみずく

## 由来
昔むかし、貧しさゆえに病気の母親の薬を買えなかった娘が鬼子母神に祈ったところ、夢の中に鬼子母神が現れて、「ススキの穂でみみずくを作り、それを売って薬代にしなさい」と告げた。
娘がその通りにしたところ、みみずくは飛ぶように売れ、そのおかげで薬を買うことが出来たという。

## 関連図書
- 『浮世絵のなかの江戸玩具 消えたみみずく、だるまが笑う』藤岡摩里子・著、社会評論社刊（2008年2月刊）、ISBN 978-4-7845-0936-2 C0071